# Breitenhain (Lucka)
Breitenhain ist seit 1922 ein Ortsteil der Stadt Lucka im Norden des thüringischen Landkreises Altenburger Land. Der Ortsname leitet sich von seiner Lage am breiten Hain, also dem Luckaer Forst ab.

## Geographie

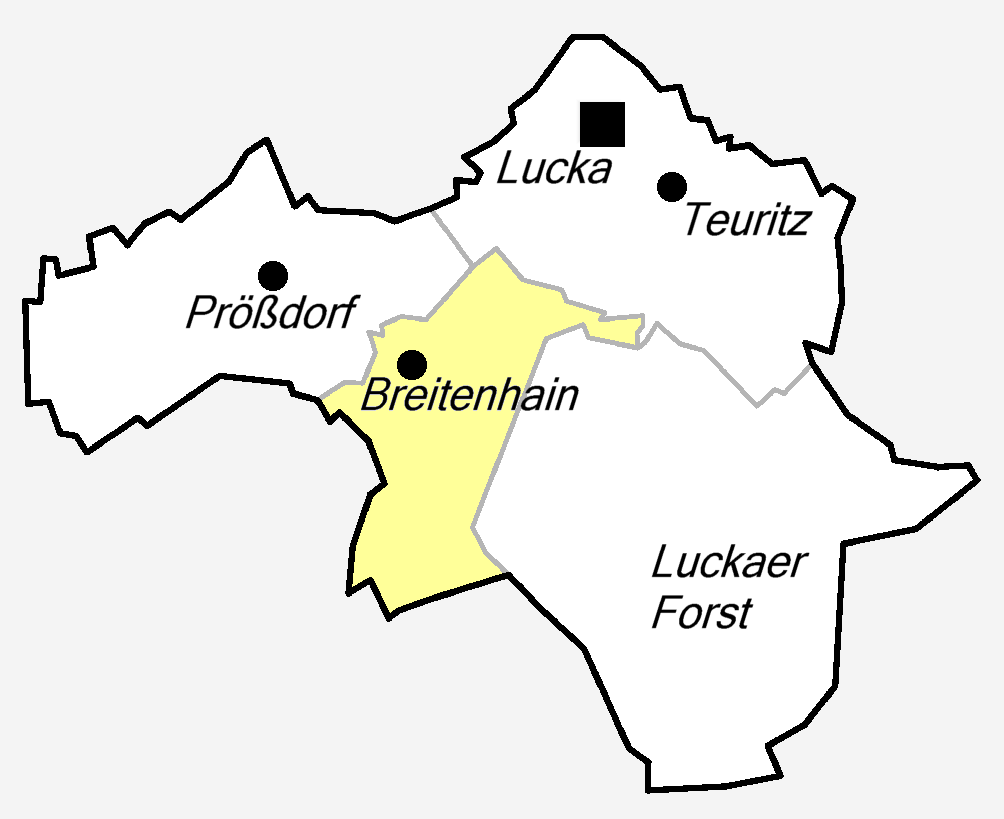
Lage von Breitenhain in Lucka

Breitenhain liegt in der Leipziger Tieflandsbucht unweit der Grenze Thüringens nach Sachsen und Sachsen-Anhalt. Durch den Ort fließt der Rainbach, ein Zufluss der Schnauder. Breitenhain befindet sich zwischen dem Prößdorfer See (geflutetes Tagebaurestloch) im Westen und dem Luckaer Forst im Osten.

## Geschichte

### 13. bis 18. Jahrhundert

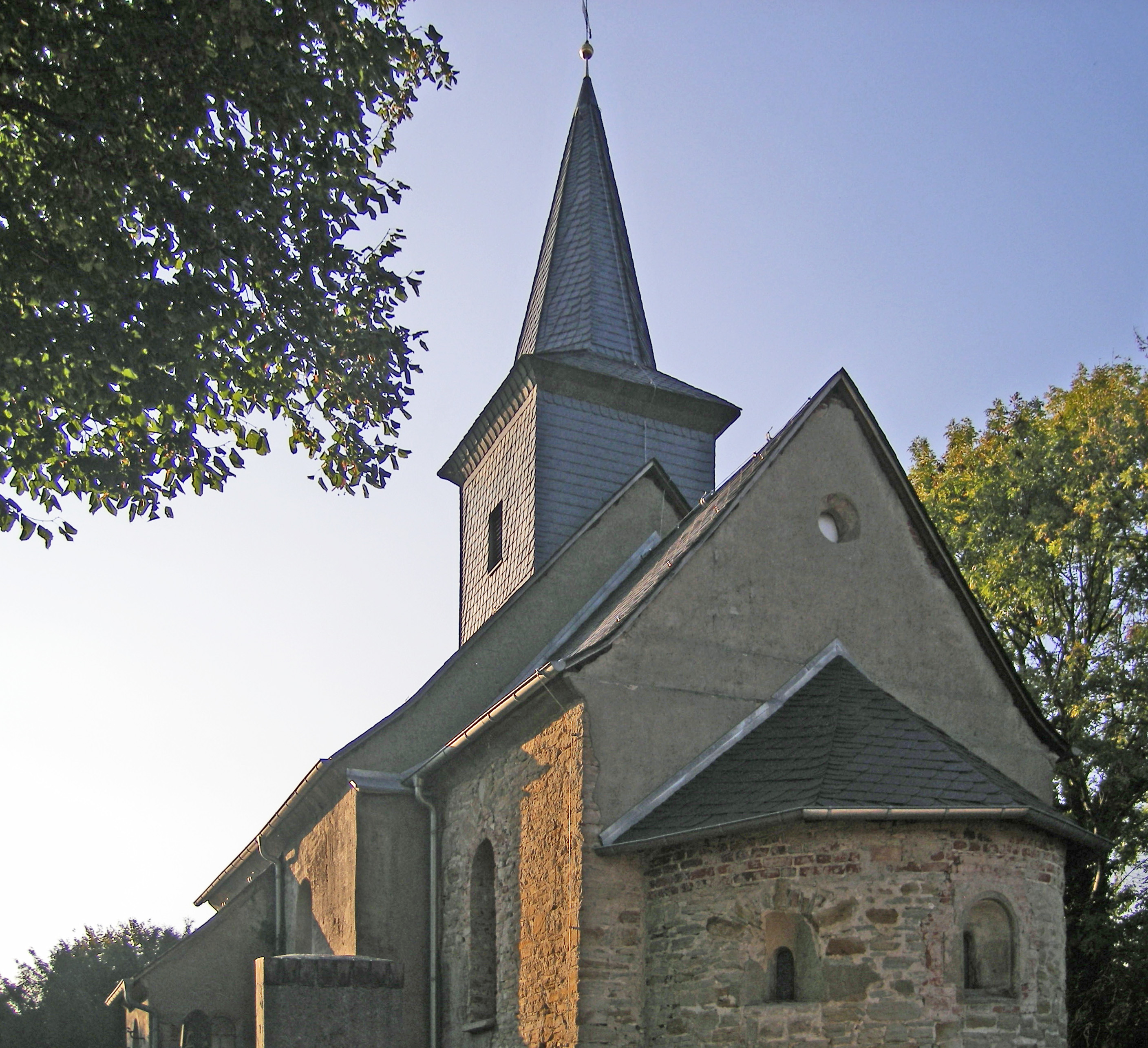
Kirche von Breitenhain

Die Geschichte des Ortes beginnt vermutlich Ende des 13. Jahrhunderts mit der Erbauung der Burg Breitenhain, zu deren Herrschaft auch die Stadt Lucka gehörte. Bereits 1279 wurde ein Thimo von Breitenhain als Angehöriger einer Seitenlinie derer von Colditz erwähnt. Die Burg wurde 1307 in der Auseinandersetzung mit dem Thüringer Landgrafen zerstört, aber auch wieder vom Landgrafen aufgebaut. 1320 verpfändete man die Burg an den Bischof von Naumburg. 1347 übernahm das Haus Starkenberg das Anwesen. Die Burg war Wohnsitz verschiedener Ritter und Adliger, besonders derer von Bünau, von Hagenest und von Minckwitz und wurde bis 1970 bewohnt, elf Jahre später wegen Baufälligkeit allerdings abgerissen. Von 1920 bis 1926 befand sich eine „Kreiserwohnung im alten Schloß zu Breitenhain“. Hier wohnte offenbar ein Forstbediensteter. In der Jägersprache ist ein Kreiser eine Person, die bei Neuschnee Jagdwild ausfindig macht. Derer von Bünau erhielten Breitenhain als Lehen und so wurde der Ort 1504 eine eigene Pfarrgemeinde. Das Rittergut im benachbarten Prößdorf war ein Vorwerk von Breitenhain.
Der Dreißigjährige Krieg hinterließ wie in vielen anderen Orten im Altenburger Land tiefe Spuren.
Breitenhain gehörte wie die benachbarte Stadt Lucka zum wettinischen Amt Altenburg, in dessen Norden der Ort lag. Ab dem 16. Jahrhundert stand Breitenhain mit dem Amt Altenburg aufgrund mehrerer Teilungen im Lauf seines Bestehens unter der Hoheit folgender Ernestinischer Herzogtümer: Herzogtum Sachsen (1554 bis 1572), Herzogtum Sachsen-Weimar (1572 bis 1603), Herzogtum Sachsen-Altenburg (1603 bis 1672), Herzogtum Sachsen-Gotha-Altenburg (1672 bis 1826).

### 19. Jahrhundert bis zur Gegenwart
Bei der Neuordnung der Ernestinischen Herzogtümer im Jahr 1826 kam Breitenhain wiederum zum Herzogtum Sachsen-Altenburg. 1840 gab es in dem Ort eine Schmiede, eine Schänke, das Kammergut, die Pfarrei, eine Schule, ein Hirtenhaus, 14 Bauerngüter und 27 weitere Wohnhäuser mit insgesamt 239 Einwohnern. Nach der Verwaltungsreform im Herzogtum gehörte der Ort bezüglich der Verwaltung zum Ostkreis (bis 1900) bzw. zum Landratsamt Altenburg (ab 1900). Gerichtlich war der Ort seit 1879 dem Amtsgericht Altenburg und seit 1906 dem Amtsgericht Meuselwitz zugeordnet. Breitenhain gehörte ab 1918 zum Freistaat Sachsen-Altenburg, der 1920 im Land Thüringen aufging. 1922 kam es zum Landkreis Altenburg. Im gleichen Jahr erfolgte am 1. Oktober 1922 die Eingemeindung nach Lucka.
Seit Anfang des 20. Jahrhunderts wurde Breitenhain, das im Norden des Meuselwitz-Altenburger Braunkohlereviers liegt, von der Braunkohleindustrie geprägt. Sie bildete in dieser Zeit die wirtschaftliche Basis des Orts, wodurch auch ein Großteil der Ortsfläche für die Braunkohlegewinnung genutzt wurde. So entstanden u. a. der Tagebau Phönix-Falkenhain (1928–1942) im Südwesten, der Tagebau Phönix-Ost (1940–1963) im Südosten und der Tagebau Hemmendorf (1928–1942) im Westen. Dadurch verschwand ein Großteil des Luckaer Forsts und zeitweise auch die territoriale Verbindung zu Prößdorf. Nach der Renaturierung des westlich von Breitenhain gelegenen Tagebaus Hemmendorf entstand im Restloch der Prößdorfer See.
Bei der zweiten Kreisreform in der DDR wurden 1952 die bestehenden Länder aufgelöst und die Landkreise neu zugeschnitten. Somit kam Breitenhain als Ortsteil von Lucka mit dem Kreis Altenburg an den Bezirk Leipzig. Bei der Neugründung des Freistaats Thüringen im Jahr 1990 wurde Breitenhain als Teil des Landkreises Altenburg wieder thüringisch und gehört mit der Stadt Lucka seit 1994 zum Landkreis Altenburger Land. Breitenhain ist heute eine typische Straßensiedlung, nahezu schon ein Reihendorf. Das Ortsbild ist nach wie vor von seinem ursprünglichen Erscheinungsbild geprägt, wobei ein Großteil der Grundstücke Winkelhöfe sind. Seit der Wende wurde ein neu gestalteter Dorfplatz geschaffen; zudem soll in naher Zukunft die Burganlage wieder aufgebaut werden.
Man ließ an der Stelle des Wasserschlosses einen Findling zur Erinnerung setzen.